# Prêles
Prêles (tyska: Prägelz) är en ort i kommunen Plateau de Diesse i kantonen Bern, Schweiz. 
Prêles var tidigare en självständig kommun, men 1 januari 2014 bildades den nya kommunen Plateau de Diesse genom sammanslagning av kommunerna Diesse, Lamboing och Prêles. Av ortens invånare är 70% franskspråkiga och 30% tyskspråkiga (år 2000).